# ラドスワフ・カウジュニー
ラドスワフ・カウジュニー（Radosław Kałużny、1974年2月2日 - ）は、ポーランドの元サッカー選手。元ポーランド代表。ポジションはミッドフィールダー。

## 来歴
1997年にポーランド代表デビュー。2002 FIFAワールドカップ・ヨーロッパ予選では7試合に出場し5得点を決め、4大会ぶりのワールドカップ出場権を獲得した。2002 FIFAワールドカップでも2試合に出場した。2005年までに41試合に出場、11得点をあげた。

## 代表歴

### 出場大会
- ポーランド代表
  - 2002 FIFAワールドカップ

### 試合数
- 国際Aマッチ 41試合 11得点（1997年-2005年）[1]

| ポーランド代表 | 国際Aマッチ | 国際Aマッチ |
| 年             | 出場        | 得点        |
| -------------- | ----------- | ----------- |
| 1997           | 10          | 3           |
| 1998           | 3           | 0           |
| 1999           | 1           | 0           |
| 2000           | 6           | 4           |
| 2001           | 6           | 2           |
| 2002           | 8           | 1           |
| 2003           | 2           | 0           |
| 2004           | 3           | 1           |
| 2005           | 2           | 0           |
| 通算           | 41          | 11          |